# Hail (Straitjacket Fits)
Hail è il primo album in studio long playing del gruppo musicale neozelandese Straitjacket Fits, pubblicato nel 1988 dalla Flying Nun Records in Nuova Zelanda e dalla Rough Trade, con una diversa selezione di brani, nel Regno Unito e negli Stati Uniti d'America. Nel 1990 l'album venne ripubblicato dalla Flying Nun integrato con i brani provenienti dall'ep Life in One Chord.

## Tracce
Edizione Nuova Zelanda
Testi e musiche di Shayne Carter/Straitjacket Fits tranne dove diversamente indicato.
1. Telling Tales – 2:53
2. Dead Heat – 3:40
3. Hail – 4:05
4. Only You Knew – 2:56
5. Take From The Years (Andrew Brough/Straitjacket Fits) – 3:10
6. So Long, Marianne (Leonard Cohen) – 3:59
7. Grate – 3:18
8. Fabulous Things (Andrew Brough/Straitjacket Fits) – 3:38
9. Life In One Chord – 3:10
10. This Taste Delight – 4:21

La versione pubblicata nel Regno Unito e negli Stati Uniti presenta tracce che erano state precedentemente pubblicate in Nuova Zelanda sull'ep Life in One Chord; la nuova edizione del 1990 contiene tutte le canzoni dell'edizione neozelandese e quelle dell'EP.
Edizione USA/Regno Unito
Testi e musiche di Shayne Carter/Straitjacket Fits tranne dove diversamente indicato..
1. Dialling A Prayer – 3:53
2. All That That Brings – 4:17
3. Hail – 4:05
4. Sparkle That Shines (Andrew Brough/Straitjacket Fits) – 3:57
5. She Speeds – 4:05
6. So Long, Marianne (Leonard Cohen) – 3:59
7. Grate – 3:18
8. Fabulous Things (Andrew Brough/Straitjacket Fits) – 3:38
9. Life In One Chord – 3:10
10. This Taste Delight – 4:21

## Musicisti
- David Wood (basso)
- John Collie (batteria)
- Andrew Brough (chitarra, tastiere)
- Shayne Carter (chitarra, voce, tastiere)